# تشستیتسه (ناحیه ریخنوف ناد کنیژنوو)
تشستیتسه (به چکی: Čestice) یک منطقهٔ مسکونی در جمهوری چک است که در ناحیه ریخنوف ناد کنیژنوو واقع شده‌است.